# Джон Мак-Крей
Підполковник Джон Мак-Крей (англ. John McCrae; 30 листопада 1872, Гвельф — 28 січня 1918, Булонь-сюр-Мер) — канадський поет, лікар, доктор медицини, автор, художник. Воював під час Першої світової війни та був хірургом у Бельгії під час другої битви на Іпрі. Відомий віршем-меморіалом війні «У полях Фландрії». Джон Мак-Крей помер від пневмонії незадовго до закінчення війни.

## Біографія
Мак-Крей народився у будинку Мак-Креїв у Гвельфі, Онтаріо, в сім'ї підполковника Девіда Мак-Крея та Джанет Сімпсон Екфорд; він був онуком шотландських емігрантів. Його брат, доктор Томас МакКрей, став професором медицини у Медичній школі Джона Гопкінса в Балтіморі та близьким другом сера Вільяма Ослера. Його сестра, Гейллс, вийшла заміж за адвоката, Кілгура, та переїхала у Вінніпег.

### Перша світова війна
Коли Британія оголосила війну Німеччині на початку Першої світової війни, Канада, як домініон Британської імперії, теж долучилась до бойових дій. Мак-Крей був призначений бригадним хірургом та майором, другим за старшинством у 1-й бригаді Канадської польової артилерії (англ. Canadian Field Artillery, CFA). Він лікував поранених під час другої битви на Іпрі у 1915 році у нашвидкуруч викопаному бункері з розмірами 8 на 8 футів біля греблі на Ізерському каналі за 2 кілометри на північ від Іпра.
1 червня 1915 року Мак-Крей був переведений з артилерії і отримав завдання облаштувати Канадський загальний шпиталь № 3 у Данні біля Булонь-сюр-Мера на півночі Франції.
28 січня 1918 року, перебуваючи на посаді керівника Канадського загального шпиталю № 3, Мак-Крей захворів на пневмонію і помер від «обширного пневмококового менінгіту». Наступного дня його поховали на цвинтарі у Вімере в секції Комісії з військових могил Співдружності всього за кілька кілометрів уздовж узбережжя від Булоні, з усіма військовими почестями. Його домовину, загорнуту в прапор, відвезли до місця поховання на гарматному лафеті. Надгробний камінь підполковника розміщений горизонтально, як і всі інші надгробки у тій секції, оскільки могила викопана у нестабільному піщаному ґрунті.

## «У полях Фландрії»

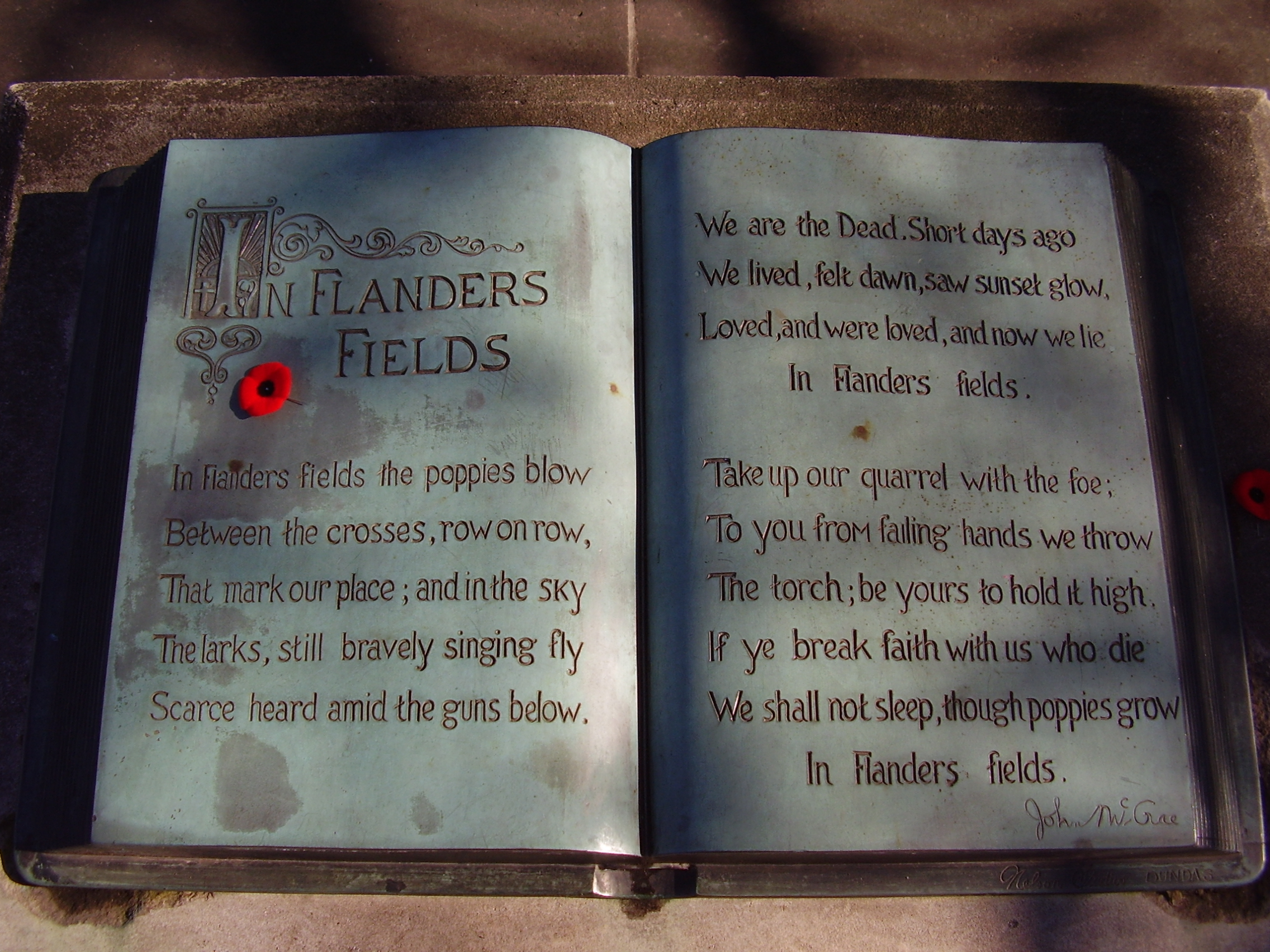
«In Flanders Fields» на експозиції в сімейному будинку Джона

Хоча існують різні версії того, що саме надихнуло автора написати його найвідоміший твір, «In Flanders Fields», найпоширенішою є думка про те, що МакКрей написав «У полях Фландрії» 3 травня 1915 року, за день після перебування на відспівуванні та похороні його друга, лейтенанта Алекса Гелмера, вбитого у Другій битві під Іпром. Вірш було написано, коли автор сидів у дворі польового шпиталю в Essex Farm, одразу на північ від Іпру. Дикий мак, який став центральним елементом вірша, ріс у великих кількостях на зіпсованих ґрунтах полів битв і кладовищ Фландрії.
«In Flanders Fields» вперше вийшов друком анонімно у журналі Punch 8 грудня 1915 року, однак у списку авторів за рік Мак-Крей був зазначений як його автор. Ці рядки швидко стали одним із найпопулярніших віршів на війні, вони використовувались у численних кампаніях по збору коштів та швидко були перекладені різними мовами (версія латиною починається з In agro belgico…). «У полях Фландрії» також широко розійшовся друком в США, які вагалися, чи варто вступати у війну, разом із «відповіддю» від Р. В. Лілларда (англ. R. W. Lillard): «…Fear not that you have died for naught, / The torch ye threw to us we caught…» (укр. «...Не бійся, що помер ти ні за що, / ми підхопили смолоскип, що ти кинув нам...»).
Збірка поезій Джона Мак-Крея, «In Flanders Fields and Other Poems», була опублікована вже після його смерті, у 1918 році.

## Вшанування пам'яті

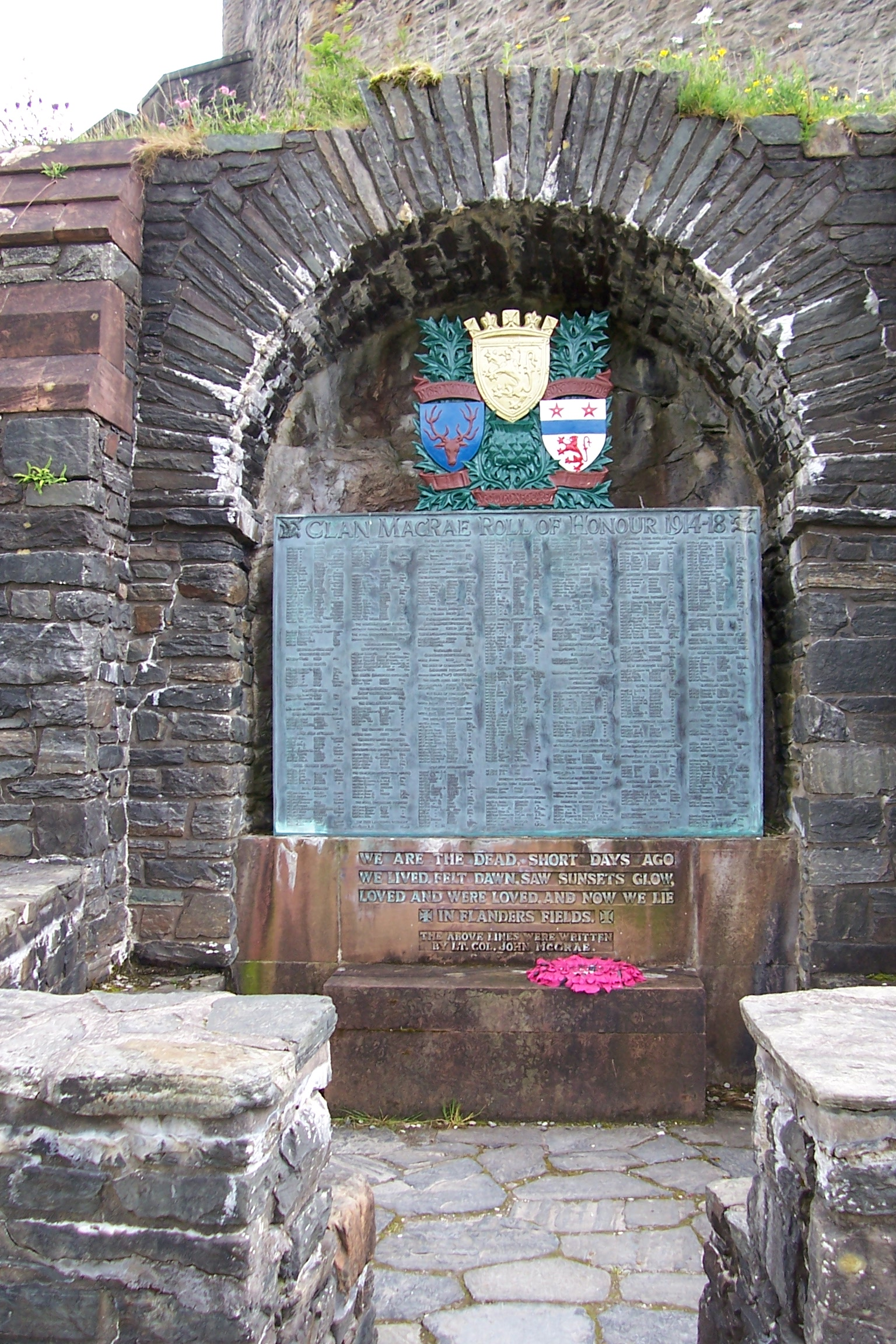
Зал слави клану Мак-Креїв, загиблих у Першій світовій війні, в замку Ейлен-Донан. У полях Фландрії займає тут чільне місце

Мак-Крей був визнаний історичною особою національного значення (тобто національним героєм Канади) у 1946 році.
У 1918 році лейтенант Джон Філіп Суза поклав слова «In Flanders Fields the poppies grow» підполковника Джона Мак-Крея на музику.
У центрі міста Іпр у Бельгії діє постійний військовий музей під назвою «In Flanders Fields Museum», названий так на честь вірша. Крім того, в церкві Святого Георгія в Іпрі є фото Мак-Крея та короткий пам'ятний напис. У травні 2007 року до 90-ї річниці написання його найвідомішого вірша була проведена дводенна літературна конференція.
Кілька установ були названі на честь Мак-Крея, серед яких John McCrae Public School у Гвельфі, John McCrae Public School, підпорядкована York Region District School Board у Маркемі), John McCrae Senior Public School у Скарборо та John McCrae Secondary School у Баргевені, передмісті Оттави, підпорядкована Ottawa-Carleton District School Board.
Бронзова меморіальна табличка, присвячена підполковнику Джону Мак-Крею, була відкрита у Guelph Collegiate Vocational Institute.
Будинок родини Мак-Креїв був перетворений на музей та визнаний національним історичним об'єктом Канади. У Канадському музеї воєн є окрема експозиція під назвою «Галерея підполковника Джона Мак-Крея» (англ. The Lieutenant-Colonel John McCrae Gallery).